# Leimental
Das Leimental oder auch Leymental – im unteren Teil auch Birsigtal genannt – erstreckt sich von den Abhängen des Jura entlang des Birsig und der Höhenzüge Blauen und Bruderholz bis zur Stadt Basel. Der Name leitet sich vom Begriff Lehm ab und verweist auf den lehmhaltigen Untergrund.
Das Einzugsgebiet des Leimentals umfasst die 17 Ortschaften:
- Wolschwiller, Biederthal, Liebenswiller und Leymen in der französischen Region Elsass
- Metzerlen, Rodersdorf, Mariastein, Hofstetten-Flüh, Witterswil und Bättwil im  Schweizer Kanton Solothurn
- Burg im Leimental, Biel-Benken, Ettingen, Therwil, Oberwil, Bottmingen und Binningen im Schweizer Kanton Basel-Landschaft

Die Burg Biederthal (auch Schloss Burg) und die Ruine Alt-Biederthal befinden sich im Leimental.
Aus geologischer Sicht gehören die solothurnischen Ortschaften Metzerlen, Mariastein, Hofstetten und Flüh nicht zum Leimental (und damit auch nicht zur Sundgauer Hügellandschaft), sondern aufgrund ihrer Lage in der Hofstetter Mulde zwischen Landskronkette und Blauen zum Kettenjura. 
Im Leimental wurde der Prolog der 69. Tour de France 1982 in Form eines 7,4 Kilometer langen Einzelzeitfahrens abgehalten. Sieger war damals Bernard Hinault.